# Système masse-ressort
 (mai 2020).
Si vous disposez d'ouvrages ou d'articles de référence ou si vous connaissez des sites web de qualité traitant du thème abordé ici, merci de compléter l'article en donnant les références utiles à sa vérifiabilité et en les liant à la section « Notes et références ».
Un système masse-ressort est un système mécanique à un degré de liberté. Il est constitué par une masse accrochée à un ressort contrainte de se déplacer dans une seule direction. Son mouvement est dû à trois forces :
- une force de rappel {\displaystyle {\vec {F}}_{r}},
- une force d'amortissement {\displaystyle {\vec {F}}_{a}},
- une force extérieure {\displaystyle {\vec {F}}_{\rm {ext}}}.

Pour le soin de la simplicité de l'exercice théorique dans un premier temps nous ne considérons pas l'effort gravitationnel, ni le frottement de l'air. Classiquement la loi de référence d'un système ressort est traitée par la Loi de Hooke, mais il existe des abaques et des notice constructeur permettant de définir une constante simple pour chaque élément ressort faisant partie d'un système mécanique.  
Le système masse-ressort est un sujet d'étude simple dans le cadre des oscillateurs harmoniques.

## Oscillations rectilignes d'une masse soumise à l'action d'un ressort

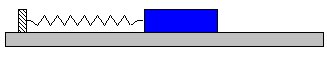
Mouvement horizontal

Oscillation verticale

La mécanique newtonienne considère cette étude comme un des premiers éléments d'expérimentation et de mesure théorique. Elle fut utilisée afin de relier des comportements réels avec des équations mathématiques (exemple : le mouvement rectiligne uniforme ).
On peut mettre en oscillation une masse soumise à l'action d'un ressort. Afin de conserver des équations simples, sans déplacement de coordonnée, nous considérons des mouvements verticaux ou horizontaux (en utilisant un dispositif permettant de minimiser les frottements sur le support).
Considérant le point d'étude G, centre de gravité de la masse en oscillation et x la valeur de coordonnée permettant de situer le point G en fonction d'un point de référence du système 0.   
Dans les deux cas, l'expérience répond à une fonction temporelle {\displaystyle x(t)} de la position de la masse de part et d'autre de la position d'équilibre (statique), qui est une fonction sinusoïdale. On dit alors que la masse en mouvement conduit un comportement harmonique. 
Dans le cas de l'oscillateur vertical, l'effet de la pesanteur n'introduit qu'une translation de la position d'équilibre statique.
La relation déduite de l'application du théorème du centre d'inertie peut s'écrire : 
{\displaystyle \omega _{0}} est appelée pulsation propre de l'oscillateur harmonique. {\displaystyle k} et {\displaystyle m} sont respectivement la raideur du ressort et la masse suspendue. Les solutions de l'équation différentielle sont de la forme {\displaystyle x(t)=x_{0}\cos(\omega _{0}t+\varphi )}, ce qui est caractéristique d'un oscillateur harmonique.
La période est indépendante de l’amplitude (isochronisme des oscillations) : elle ne dépend que de l'inertie du système (masse {\displaystyle m}) et de la caractéristique de la force de rappel (constante de raideur {\displaystyle k} du ressort) : 
Remarque : cet oscillateur est soumis à la conservation de l'énergie mécanique : celle-ci est de la forme 
En dérivant membre à membre l'équation par rapport au temps on retrouve l'équation différentielle précédente.

## Amélioration
Ce qui précède est valable si la masse du ressort est négligeable par rapport à celle de la masse qui oscille. L'expérience montre que la période est plus proche de :
où 
- {\displaystyle {\frac {\mu }{3}}} est le tiers de la masse du ressort ;
- {\displaystyle {m}} est la masse suspendue au ressort ;
- {\displaystyle {k}} est la constante élastique ou constante de raideur du ressort.

## Autre amélioration
Ceci est de nouveau une approximation. Une étude complète se trouve dans les liens externes.
On montre que la période d'oscillation réelle s'approche de :
où {\displaystyle \Omega } est défini par la relation : 
- {\displaystyle {\mu }} = la masse du ressort ;
- {\displaystyle {m}} = la masse suspendue au ressort ;
- {\displaystyle {k}} = la constante élastique ou raideur du ressort.

Une manière de calculer {\displaystyle \Omega } est d'itérer :
en commençant par : {\displaystyle \Omega ={\sqrt {\frac {\mu }{m+{\frac {\mu }{3}}}}}}

## Applications
Le système masse-ressort est utilisé en génie mécanique pour étudier le comportement de mécanismes.
En effet, en première intention, la dynamique du solide considère des solides indéformables ; cela permet de connaître les lois de mouvement (position, vitesse, accélération, à-coup en fonction du temps) et les efforts (forces, couples) mis en œuvre. Cependant, dans de nombreux cas, il faut aussi prendre en compte la déformation des pièces, par exemple pour les problèmes de vibration (bruit, usure, fatigue, desserrage) et de déphasage (retard entre l'ordre de mouvement et l'exécution du mouvement en raison de la souplesse des pièces).
La puissance informatique disponible permet parfois de mener une telle étude par la méthode des éléments finis. Cependant, il est intéressant d'avoir un modèle intermédiaire, dans lequel chaque pièce est modélisée par un système masse-ressort. En effet, la méthode des éléments finis nécessite de définir la géométrie et l'emplacement des pièces, c'est-à-dire de travailler sur un système dont on a déterminé l'architecture. Or, dans une phase de développement, on peut justement vouloir essayer plusieurs architectures ; c'est là qu'un modèle masse-ressort est intéressant.
Par ailleurs, la méthode des éléments finis peut vite devenir gourmande en ressources. Une méthode consiste à simplifier une pièce afin d'alléger les calculs : lorsque le comportement élastique d'une pièce a une influence sur le système mais que l'on ne s'intéresse pas à la pièce elle-même, on peut la remplacer par un « super-élément », une pièce simplifiée — une poutre — ayant un comportement similaire à la pièce pour les sollicitations statiques ou dynamiques (premiers modes propres de vibration). Le super-élément — on parle aussi de « sous-structuration » ou de « condensation de nœuds » — peut être vu comme une généralisation du système masse-ressort.